# Ołeh Krywenko
Ołeh Mykołajowycz Krywenko, ukr. Олег Миколайович Кривенко, ros. Олег Николаевич Кривенко, Oleg Nikołajewicz Kriwienko (ur. 25 kwietnia 1965) – ukraiński piłkarz, grający na pozycji obrońcy, a wcześniej pomocnika, trener piłkarski.

## Kariera piłkarska

### Kariera klubowa
Wychowanek klubu Dnipro Dniepropetrowsk, w którym w 1983 rozpoczął karierę piłkarską. W 1985 został piłkarzem Kołosu Nikopol. W 1987 przeszedł do Worskły Połtawa, w którym występował prawie do końca swojej kariery piłkarskiej. W 1995 został wypożyczony do Kreminia Krzemieńczuk. Potem bronił barw drugoligowego zespołu Ełektron Romny. W 1999 zakończył karierę piłkarską.

## Kariera trenerska
Od 1 sierpnia 1991 do 7 listopada 1991 wchodził w Zarząd Trenerski, który kierował Worskłę Połtawa.

## Sukcesy i odznaczenia

### Sukcesy klubowe
- wicemistrz Drugiej Ligi ZSRR, 6 strefy: 1988
- brązowy medalista Mistrzostw Ukrainy: 1997